# ベゲーロス・デ・ピナール・デル・リオ
ベゲーロス・デ・ピナール・デル・リオ（西: Vegueros de Pinar del Río）は、キューバの国内野球リーグであるセリエ・ナシオナル・デ・ベイスボルに所属する野球チーム。本拠地はキューバ最西部に位置するピナール・デル・リオ州の州都ピナール・デル・リオ。

## 概要
ピナール・デル・リオ州に存在した、6回の優勝を誇る名門チームのベゲーロス（Vegueros）と、フォレスタレス（Forestales、ピナール）が統合し、1992年-1993年シリーズに現在のチームが誕生した。
2013年-2014年シリーズでリーグ優勝し、2015年2月に開催されたカリビアンシリーズに出場。キューバ勢として55年ぶりの優勝を果たした。
オマール・リナレスら名選手を数多く輩出したキューバ屈指の人気チームである。

## 主な所属選手

### リーグMVP獲得選手
- オマール・リナレス（1993年）[4]

### その他
- アルフォンソ・ウルキオラ
- アレクセイ・ラミレス
- ウィリアム・サーベドラ（英語版）
- オマール・アヘテ（英語版）
- ダニス・バエス
- ヒラルド・ゴンザレス（英語版）
- ホアン・ミランダ
- ブラディミール・グティエレス
- ブラディミール・バニョス
- フランク・アルバレス
- ペドロ・ラソ
- ホセ・コントレラス
- ユニエスキ・マヤ
- ヨスバニ・トーレス（英語版）
- ヨスラン・エレラ
- ヨバル・ドゥエニャス（英語版）
- ライデル・マルティネス
- ランディ・アロサレーナ
- ランディ・マルティネス
- リバン・モイネロ
- ルイス・カサノバ（英語版）